# Challenger de Lyon 2018
El Open Sopra Steria de Lyon 2018 fue un torneo profesional de tenis, parte del circuito Challenger 2018, disputado en canchas de polvo de ladrillo entre el 11 y el 17 de junio en Lyon, Francia. Su 3ª edición tuvo como campeón en individuales a Félix Auger-Aliassime y a Elliot Benchetrit y Geoffrey Blancaneaux en dobles.

## Jugadores participantes del cuadro de individuales
| Favorito | País                | Jugador                 | Rank1 | Posición en el torneo |
| -------- | ------------------- | ----------------------- | ----- | --------------------- |
| 1        | Bandera de España   | Roberto Carballés Baena | 76    | Primera ronda         |
| 2        | Bandera de Austria  | Gerald Melzer           | 111   | Primera ronda         |
| 3        | Bandera de Portugal | Pedro Sousa             | 120   | Primera ronda         |
| 4        | Bandera de España   | Pablo Andújar           | 128   | Segunda ronda         |
| 5        | Bandera de Francia  | Quentin Halys           | 135   | Primera ronda         |
| 6        | Bandera de Suiza    | Henri Laaksonen         | 137   | Primera ronda         |
| 7        | Bandera de Rusia    | Alexey Vatutin          | 140   | Primera ronda         |
| 8        | Bandera de Francia  | Corentin Moutet         | 141   | Primera ronda         |

- 1 Se ha tomado en cuenta el ranking del 28 de mayo de 2018.

### Otros participantes
Los siguientes jugadores recibieron una invitación (wild card), por lo tanto ingresaron directamente al cuadro principal (WC):
- Elliot Benchetrit
- Corentin Moutet
- Alexandre Müller
- Alexei Popyrin

Los siguientes jugadores ingresaron al cuadro principal tras disputar el cuadro clasificatorio (Q):
- Tristan Lamasine
- Roberto Marcora
- Johan Tatlot
- Mikael Ymer

## Campeones

### Individual Masculino
- Félix Auger-Aliassime derrotó en la final a  Johan Tatlot, 6–7 (3), 7-5, 6–2.

### Dobles Masculino
- Elliot Benchetrit /  Geoffrey Blancaneaux derrotaron en la final a  Hsieh Cheng-peng /  Luca Margaroli,  6–3, 4–6, [10–7].